# Hypsicera femoralis
Hypsicera femoralis là một loài tò vò trong họ Ichneumonidae.